# 방크도르프슈타디온
방크도르프슈타디온(독일어: Wankdorfstadion)은 스위스 베른에 있던 축구 경기장이다. 1925년 10월 18일 개장했으며 개장 당시에는 22,000명을 수용할 수 있었지만 1933년에는 42,000명, 1939년에는 64,000명을 수용할 수 있는 규모로 확장되었다. 1954년 FIFA 월드컵 결승전과 1961년 유러피언컵 결승전, 1989년 UEFA컵 위너스컵 결승전 경기가 열렸으며 2001년 건물의 노후화로 인해 해체되었다. 현재는 스타드 드 스위스가 들어서 있다.

## 기록

### 1934년 FIFA 월드컵 유럽 지역 예선
| 날짜             | 팀 1   | 스코어 | 팀 2     | 라운드 |
| ---------------- | ------ | ------ | -------- | ------ |
| 1933년 10월 29일 | 스위스 | 2 - 0  | 루마니아 | 6조    |

### 1954년 FIFA 월드컵
| 날짜            | 팀 1     | 스코어 | 팀 2           | 라운드 |
| --------------- | -------- | ------ | -------------- | ------ |
| 1954년 6월 16일 | 우루과이 | 2 - 0  | 체코슬로바키아 | 3조    |
| 1954년 6월 17일 | 서독     | 4 - 1  | 튀르키예       | 2조    |
| 1954년 6월 20일 | 잉글랜드 | 2 - 0  | 스위스         | 4조    |
| 1954년 6월 27일 | 브라질   | 2 - 4  | 헝가리         | 8강    |
| 1954년 7월 4일  | 헝가리   | 2 - 3  | 서독           | 결승   |